# Thermenlinie
Thermenlinie ist die weithin gebräuchliche Bezeichnung für eine NNO-SSW verlaufende Bruchzone, welche die Grenze zwischen dem südlichen Teil des Wiener Beckens im Osten und den Ausläufern der Ostalpen (u. a. Wienerwald) im Westen markiert. Ihren Namen verdankt sie einer Reihe von Thermalquellen, die sich entlang des teils steil abfallenden Alpenostrandes befinden. Da der Begriff Thermenlinie im geologischen Sprachgebrauch eine weiter gefasste Bedeutung hat und nicht ausschließlich für das Wiener Becken gilt, wird in der Wissenschaft präzisierend von der Wiener Thermenlinie gesprochen. Die am östlichen und südlichen Rand des Wiener Beckens entspringenden Thermalquellen liegen ebenso an einer tektonischen Störzone, welche mitunter als Kleine Thermenlinie bezeichnet wird.

## Geographie
Die Thermenlinie befindet sich im niederösterreichischen Industrieviertel. Die Täler der Flüsse Wienfluss, Schwechat, Triesting und Piesting sowie mehrerer Bäche münden hier in die Ebene des Wiener Beckens ein.
Die zahlreichen, mitunter schwefelhaltigen Thermalquellen führten zur Entwicklung von bekannten Kurorten, wie Baden, Bad Vöslau oder Bad Fischau. Auch die Therme Wien in Oberlaa wird aus einer solchen Quelle gespeist.

## Geologie, Hydrologie und Geophysik
Geologisch gesehen ist die Thermenlinie eine Störungszone, die den Süden des Wiener Beckens nach Westen gegen die Alpen begrenzt. Anders als es die Bezeichnung „Linie“ vermuten lässt, handelt es sich nicht um eine einzelne Struktur, sondern um eine ganze Reihe parallel zueinander verlaufender Störungen, u. a. der Badener Bruch, der Eichkogler Bruch, der Nussdorfer Bruch oder der Leopoldsdorfer Bruch.
An diesen Störungen kann mineralreiches, heißes Wasser aus großer Tiefe bis an die Erdoberfläche aufsteigen. Die Störungszone ist nicht auf die Wiener Thermenlinie beschränkt, sondern setzt sich nach Nordosten fort. So steht unter anderem die Thermalquelle von Ostrožská Nová Ves in Südmähren (Tschechien) mit dieser Störungszone in Zusammenhang. Entgegen anderslautenden Behauptungen besteht jedoch weder zu den Thermalquellen bei Karlsbad und Marienbad in Tschechien noch zu den Radenska-Quellen in Bad Radein in Slowenien eine direkte geologische Beziehung. Letztgenannte gehen aber, genau wie die Störungszone der Wiener Thermenlinie, auf die tektonischen Vorgänge im Zuge der Alpen- und Karpatenentstehung zurück.
Aufgrund der nach wie vor verhältnismäßig hohen tektonischen Aktivität, nicht nur an der Thermenlinie, sondern im gesamten südlichen Wiener Becken, hat die Region eine relativ hohe Erdbebenhäufigkeit. Jährlich ereignen sich im Schnitt etwa neun wahrnehmbare Erdstöße, während Beben mit einer Intensität von mehr als 8 (EMS) nur im Abstand mehrerer Jahrzehnte auftreten. Das stärkste Beben des 20. Jahrhunderts, am 8. Oktober 1927, trat etwa 15 km östlich der Thermenlinie bei Schwadorf auf. Die Erfassung und Erforschung der seismischen Aktivität ist zentrale Aufgabe des Conrad-Observatoriums der ZAMG in Muggendorf.

## Klima
Das Klima an der Thermenlinie ist mit Jahresdurchschnittstemperaturen zwischen 9 und 10 °C relativ mild. Schon in römischer Zeit wurde das Gebiet für den Weinbau genutzt. Die Region bildet heute das Weinbaugebiet Thermenregion.
Die Thermenlinie ist eine Wetterscheide. So liegt die jährliche mittlere Niederschlagsmenge westlich der Thermenlinie über 750 Millimeter, östlich unterhalb, da feuchte Luftmassen, die in der Regel von Westen heranziehen, noch in den Alpen abregnen.

## Geschichte
Von der historischen Rolle der Thermenlinie als Verteidigungswall gegen die durch das Pannonische Becken von Osten hereinströmenden Völker zeugen die zahlreichen Burgen und Burgruinen, u. a.:
- die Burg Perchtoldsdorf
- die Burg Liechtenstein bei Mödling
- die Burgruine Mödling
- die Burgruine Rauheneck in Baden bei Wien
- die Burgruine Rauhenstein in Baden bei Wien

Auch in späteren Zeiten wurden entlang der Thermenlinie immer wieder Verteidigungslinien gegen eindringende Truppen (Magyaren, Kuruzzen, Osmanen etc.) angelegt. So ist eine Mautstelle in der Einöde bei Pfaffstätten die Wöhr Maut wegen der Heyligen Kreuzer Ainöd um 1700 bekannt, bei der zum Erhalt der Wehranlagen gegen die Türken entlang der Thermenlinie Maut eingehoben wurde.
Zuletzt fanden hier in den letzten Kriegstagen des Zweiten Weltkrieges verlustreiche Kämpfe zwischen der Wehrmacht und der Roten Armee statt.

## Kleine Thermenlinie
Die am Ost- und Südrand des Wiener Beckens entspringenden Thermalquellen liegen ebenso auf einer tektonischen Bruchzone, welche zur Unterscheidung auch als Kleine Thermenlinie bezeichnet wird. Diese umfasst die in Bad Deutsch-Altenburg, Edelstal (Heil- und Mineralwasser Römerquelle), Mannersdorf am Leithagebirge, Pöttsching (ehemals Mineralwasser Markusquelle) und Bad Sauerbrunn entspringenden Heil- und Thermalquellen. Wahrscheinlich gibt es auch eine tektonische Verbindung zu den in Balf bei Sopron entspringenden Schwefel-Thermalquellen.